# 保田靖則
保田 靖則（やすだ やすのり、1952年11月20日 - ）は、日本の元男子バレーボール選手（全日本代表）、バレーボール指導者。

## 来歴
神奈川県南足柄市出身。
藤沢高等学校時代は3年連続で全国大会出場を果たした。卒業後の1971年、富士フイルムに入社し、富士フイルム・プラネッツ（自身の出身地に本拠地を持つ）の選手として活躍。1977年度から主将を務め、1980年度からは御嶽和也に主将を引き継いで選手兼任コーチとなった（1983年度まで）。1984年度から1989年度まで専任コーチを務めた。

## 受賞歴
- 1973年 - 第6回日本リーグ サーブ賞